# Melancium
Melancium é um género botânico pertencente à família Cucurbitaceae.

## Espécies
- Melancium campestre Naud. Também chamada de Melancia-do-Cerrado e nativa do Brasil.

1. ↑  «Melancium — World Flora Online». www.worldfloraonline.org. Consultado em 19 de agosto de 2020